# Mesomyia nyassica
Mesomyia nyassica är en tvåvingeart som först beskrevs av Günther Enderlein 1922.  Mesomyia nyassica ingår i släktet Mesomyia och familjen bromsar.
Artens utbredningsområde är Tanzania. Inga underarter finns listade i Catalogue of Life.